# Stödmur

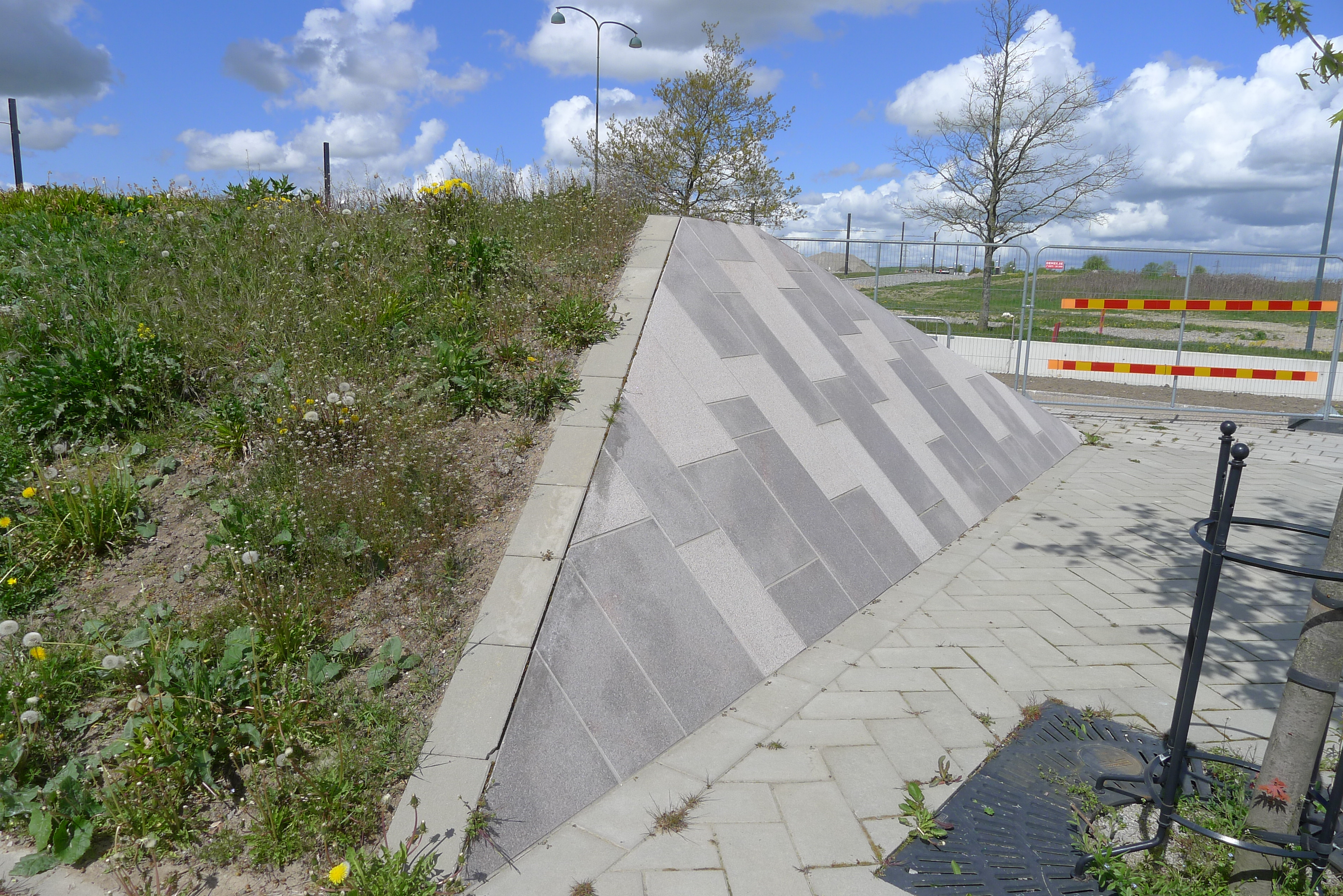
En stödmur i Brunnshög i nordöstra Lund.

Stödmur är en typ av mur vars uppgift är att återhålla jord eller fyllning på murens ena sida. Stödmurar kan användas vid terrassering, för att ta upp höjdskillnader och även som erosionsskydd. Stödmurar i betong kan gjutas på plats eller prefabriceras.